# 로얄 블러드 (비디오 게임)
《로얄 블러드》(ロイヤルブラッド, Gemfire, 젬파이어)는 MSX, 닌텐도 엔터테인먼트 시스템, 슈퍼 NES, FM 타운스, 메가 드라이브/제네시스, MS-DOS, 이후 윈도우용으로 출시된, 코에이가 개발한 중세 전쟁 게임이다. 해외에서는 Gemfire라는 이름으로 출시되었다.
후편은 로얄 블러드Ⅱ ~디날왕국 연대기~이며 일본어 윈도우용으로 일본 시장에 출시되었다.

## 같이 보기
- 로얄 블러드Ⅱ ~디날왕국 연대기~